# Governo Crispi IV
Il Governo Crispi IV è stato il trentunesimo esecutivo del Regno d'Italia, il quarto guidato da Francesco Crispi.  
Esso, nato in seguito alle dimissioni del governo precedente, è stato in carica dal 14 giugno 1894 al 10 marzo 1896 (sebbene già dimissionario dal precedente 5 marzo), per un totale di 635 giorni, ovvero 1 anno, 8 mesi e 25 giorni. 

## Compagine di governo

### Appartenenza politica
| Partito | Partito          | Presidente | Ministri | Sottosegretari | Totale |
| ------- | ---------------- | ---------- | -------- | -------------- | ------ |
|         | Sinistra storica | 1          | 4        | 4              | 9      |
|         | Indipendente     | -          | 7        | 7              | 14     |

### Situazione parlamentare
NOTA: Ai tempi del Regno d'Italia, poiché secondo lo Statuto Albertino il governo rispondeva nei fatti al solo Re, la fiducia parlamentare in senso moderno non era obbligatoria (ed in tal senso vari sono stati i casi di formazione di un governo palesemente privo di tale supporto). La prassi di determinare la sopravvivenza dell’esecutivo in base al supporto parlamentare, dunque, si è andata sviluppando solo successivamente, specie con l’ascesa dei partiti di massa e con l’introduzione del sistema proporzionale, in tempi molto più tardi rispetto all’unità, ed ufficialmente solo con la Costituzione della Repubblica Italiana. Per questo motivo, il grafico sottostante espone, secondo ricostruzioni e dichiarazioni, nonché secondo la composizione del governo, l’eventuale supporto che questo avrebbe o ha ottenuto.
Fino al 10 giugno 1895 (XVIII legislatura):
| Camera              | Collocazione | Partiti                     | Seggi     |
| ------------------- | ------------ | --------------------------- | --------- |
| Camera dei deputati | Maggioranza  | DEM (323), IND (35)         | 358 / 508 |
| Camera dei deputati | Opposizione  | PLC (93), ER (56), PSRI (1) | 150 / 508 |

Dal 10 giugno 1895 (XIX legislatura):
| Camera              | Collocazione | Partiti                      | Seggi     |
| ------------------- | ------------ | ---------------------------- | --------- |
| Camera dei deputati | Maggioranza  | DEM (334), IND (8)           | 342 / 508 |
| Camera dei deputati | Opposizione  | PLC (104), ER (47), PSI (15) | 166 / 508 |

## Composizione
| Carica                                | Titolare                              | Titolare                              | Titolare                                  | Sottosegretario                                                                                |
| Presidenza del Consiglio dei ministri | Presidenza del Consiglio dei ministri | Presidenza del Consiglio dei ministri | Presidenza del Consiglio dei ministri     | Sottosegretario di Stato alla Presidenza del Consiglio                                         |
| ------------------------------------- | ------------------------------------- | ------------------------------------- | ----------------------------------------- | ---------------------------------------------------------------------------------------------- |
| Presidente del Consiglio dei ministri |                                       |                                       | Francesco Crispi (Sinistra storica)       | Carica non assegnata                                                                           |
| Ministero                             | Ministri                              | Ministri                              | Ministri                                  | Sottosegretario                                                                                |
| Affari Esteri                         |                                       |                                       | Alberto Blanc (Indipendente)              | - Pietro Antonelli (fino al 21 giugno 1894) - Giulio Adamoli (dal 21 giugno 1894)              |
| Agricoltura, Industria e Commercio    |                                       |                                       | Augusto Barazzuoli (Sinistra storica)     | - Giulio Adamoli (fino al 21 giugno 1894) - Domenico Sciacca Della Scala (dal 2 dicembre 1894) |
| Lavori Pubblici                       |                                       |                                       | Giuseppe Saracco (Sinistra storica)       | Leone Romanin Jacur                                                                            |
| Interno                               |                                       |                                       | Francesco Crispi (Sinistra storica)       | Roberto Galli                                                                                  |
| Pubblica Istruzione                   |                                       |                                       | Guido Baccelli (Sinistra storica)         | Settimio Costantini                                                                            |
| Guerra                                |                                       |                                       | Stanislao Mocenni (Indipendente)          | Giacomo Bogliolo                                                                               |
| Marina                                |                                       |                                       | Enrico Costantino Morin (Indipendente)    | Luciano Serra                                                                                  |
| Finanze                               |                                       |                                       | Paolo Boselli (Indipendente)              | - Antonio Salandra (fino al 21 giugno 1894) - Pietro Bertolini (fino al 21 giugno 1894)        |
| Tesoro                                |                                       |                                       | Sidney Sonnino (Indipendente)             | Antonio Salandra                                                                               |
| Grazia e Giustizia e Culti            |                                       |                                       | Vincenzo Calenda di Tavani (Indipendente) | Edoardo Daneo                                                                                  |
| Poste e Telegrafi                     |                                       |                                       | Maggiorino Ferraris (Indipendente)        | Luigi Rava                                                                                     |

## Cronologia

### 1894
- 14 giugno - Il governo giura dinnanzi al Re.

### 1895
- 8 maggio - È sciolta la Camera dei Deputati e convocati gli elettori per il 26 maggio ed il 2 giugno; e il nuovo Parlamento per il 10 giugno.
- 23 maggio-2 giugno: Si svolgono le elezioni politiche: il governo, non dimessosi, vede aumentare i propri consensi, ma non la sua base di supporto (che resta pressoché invariata), avendo la Sinistra storica ottenuto ben oltre la maggioranza dei seggi (334) e la maggioranza assoluta, ma avendo perso il loro seggio molti indipendenti, sostituiti da membri del Partito Socialista Italiano (PSI), al loro primo ingresso in Parlamento.

### 1896
- 5 marzo - A seguito della disfatta nella Battaglia di Adua, il governo rassegna le proprie dimissioni dinnanzi al Re. Questi dunque, accettatele, conferisce inizialmente l’incarico a Giuseppe Saracco, ma questi non riesce a formare un governo. Convocato dunque nuovamente Antonio di Rudinì, il Re conferisce, dopo alcune trattative, il mandato esplorativo.
- 10 marzo - Con il giuramento del nuovo esecutivo termina ufficialmente l’esperienza di governo.